# Crystal City (Texas)
Crystal City é uma cidade localizada no estado norte-americano do Texas, no Condado de Zavala.

## Demografia
Segundo o censo norte-americano de 2000, a sua população era de 7 190 habitantes.
Em 2006, foi estimada uma população de 7 362, um aumento de 172 (2.4%).

## Geografia
De acordo com o United States Census Bureau tem uma área de 9,4 km², dos quais 9,4 km² cobertos por terra e 0,0 km² cobertos por água. Crystal City localiza-se a aproximadamente 169 m acima do nível do mar.

## Localidades na vizinhança
O diagrama seguinte representa as localidades num raio de 24 km ao redor de Crystal City.